# 견우와 직녀 (만화)
견우와 직녀는 웹툰작가 유리아의 작품으로, 2010년 9월 17일부터 2011년 5월 4일까지 총 34화에 걸쳐 네이버에 연재된 수요웹툰이다. 설화 '견우와 직녀'를 판타지로 재구성한 것을 그 내용으로 하고 있다. 본 작품은 경기디지털컨텐츠진흥원과 한국만화영상진흥원의 <투모로우 애니스타> 지원작이다.